# Hoàng Mai (thị xã)
Hoàng Mai là một thị xã cũ nằm ở phía đông bắc tỉnh Nghệ An, Việt Nam.

## Địa lý
Thị xã Hoàng Mai nằm ở phía đông bắc tỉnh Nghệ An, cách thành phố Vinh 75 km về phía bắc, có vị trí địa lý: 
- Phía đông giáp biển Đông
- Phía tây và phía nam giáp huyện Quỳnh Lưu
- Phía bắc giáp thị xã Nghi Sơn, tỉnh Thanh Hóa.

Theo thống kê năm 2019, thị xã Hoàng Mai có diện tích 169,75 km², dân số là 113.360 người, mật độ dân số đạt 668 người/km². 12% dân số theo đạo Thiên Chúa.

## Hành chính
Thị xã Hoàng Mai có 10 đơn vị hành chính cấp xã trực thuộc, bao gồm 5 phường: Mai Hùng, Quỳnh Dị, Quỳnh Phương, Quỳnh Thiện, Quỳnh Xuân và 5 xã: Quỳnh Lập, Quỳnh Liên, Quỳnh Lộc, Quỳnh Trang, Quỳnh Vinh.

## Lịch sử
Thị xã Hoàng Mai được thành lập vào ngày 3 tháng 4 năm 2013 theo Nghị quyết 47/NQ-CP của Chính phủ trên cơ sở điều chỉnh 16.974,88 ha diện tích tự nhiên và 105.105 nhân khẩu của huyện Quỳnh Lưu, bao gồm toàn bộ diện tích tự nhiên của thị trấn Hoàng Mai và các xã: Mai Hùng, Quỳnh Vinh, Quỳnh Lộc, Quỳnh Lập, Quỳnh Dị, Quỳnh Phương, Quỳnh Liên, Quỳnh Xuân, Quỳnh Trang.
Theo đó, chuyển thị trấn Hoàng Mai thành phường Quỳnh Thiện, chuyển các xã Mai Hùng, Quỳnh Dị, Quỳnh Phương và Quỳnh Xuân thành các phường có tên tương ứng. Thị xã Hoàng Mai có 5 phường và 5 xã như hiện nay.

## Du lịch
- Đền Cờn (Quỳnh Phương)
- Đền Xuân Úc (Quỳnh Liên)
- Đền Vưu (Quỳnh Vinh)
- Đền Kim Lung (Mai Hùng)
- Đền Xuân Hòa (Quỳnh Xuân)
- Hồ Vực Mấu (Quỳnh Trang)
- Khu du lịch Biển Quỳnh (Quỳnh Phương, Quỳnh Liên, Quỳnh Lập)
- Đền Phùng Hưng (Quỳnh Xuân)
- Đền Bình An - Chùa Bảo Minh (Quỳnh Thiện)
- Sông Hoàng Mai (Quỳnh Trang, Mai Hùng, Quỳnh Thiện, Quỳnh Vinh, Quỳnh Dị, Quỳnh Phương, Quỳnh Lập)
- Lăng họ Văn (Mai Hùng)
- Hồ Đồi Tương (Quỳnh Vinh)
- Hồ Cây Chanh (Mai Hùng)
- Lăng Sơn, Sứ Sơn (Mai Hùng)
- Cầu Tây (nối xã Quỳnh Trang với xã Quỳnh Vinh)
- Đền Thượng, Đền Hạ (Quỳnh Lập)
- Chùa Bát Nhã ( Quỳnh Xuân).

## Kinh tế - xã hội

### Công nghiệp
Với lợi thế về các mỏ đá, mỏ đất sét,... Hoàng Mai có thế mạnh lớn về ngành công nghiệp vật liệu xây dựng, hiện trên địa bàn thị xã có nhà máy xi măng Hoàng Mai 1 công suất 1,2 triệu, đang xúc tiến đầu tư nhà máy Hoàng Mai 2 công suất 4,5 triệu tấn/năm. Mỏ đá ở đây còn cung cấp cho nhà máy xi măng Nghi Sơn (Thanh Hóa). Ngoài xi măng, còn có các nhà máy sản xuất bột đá trắng, gạch tuynel, dự án nhà máy gạch không nung công suất 400 triệu viên/năm của Vicem cũng đang được triển khai tại Khu Công nghiệp Đông Hồi.
Bên cạnh đó, thị xã Hoàng Mai cũng đang triển khai các dự án lớn khác như dự án tổ hợp nhiệt điện Quỳnh Lập có tổng vốn đầu tư trên 2 tỉ USD.
Các Khu Công nghiệp trên địa bàn thị xã:
- Khu Công nghiệp Đông Hồi
- Khu Công nghiệp Hoàng Mai 1.

### Y tế
Trên địa bàn thị xã có bệnh viện Phong - Da liễu Trung ương Quỳnh Lập cơ sở 1, phục vụ cho các bệnh nhân khu vực phía bắc đóng tại xã Quỳnh Lập. Cơ sở 2 khám chữa bệnh đa khoa đóng tại phường Quỳnh Thiện, đây là cơ sở y tế có uy tín, với trang thiết bị hiện đại, là bệnh viện Trung ương duy nhất trên địa bàn tỉnh Nghệ An.Bệnh viện đa khoa Quang Khởi cơ sở 1 tại phường  Quỳnh Thiện và cơ sở 2 ở xã Quỳnh Liên
Bên cạnh đó, Phòng khám đa khoa khu vực Hoàng Mai cũng đang được đầu tư cơ sở hạ tầng, nhân lực thiết bị để trở thành bệnh viện đa khoa của thị xã.

### Giáo dục
Các trường THPT:
- Trường THPT Hoàng Mai
- Trường THPT Hoàng Mai 2.

Mỗi xã, phường đều có 1 trường THCS và 1, 2 trường Tiểu học.

## Giao thông

### Giao thông đường bộ
Thị xã Hoàng Mai có hệ thống giao thông đường bộ thuận tiện theo trục Bắc - Nam và Đông - Tây
- Quốc lộ 1 (đường Nguyễn Tất Thành, đường Xô Viết Nghệ Tĩnh) chạy dọc theo trung tâm thị xã từ Bắc xuống Nam dài khoảng 10 km
- Tuyến đường nối Thị xã Thái Hòa- đường Hồ Chí Minh đi Hoàng Mai (đường Lý Nhật Quang) và Tuyến Hoàng Mai - Đông Hồi (đường Lê Hoàn) vừa được đầu tư xây dựng theo tiêu chuẩn đường cấp 3 đồng bằng theo hướng từ Tây sang Đông, thuận lợi cho việc giao thương từ phía tây Nghệ An ra cảng Đông Hồi
- Tỉnh lộ 537A nối thị xã với vùng bãi ngang ven biển (đường Trần Định, một phần đường Trần Anh Tông), ngoài ra còn có các tuyến Quỳnh Xuân- Bãi Ngang (đường Phùng Hưng), Mai Hùng - Bãi Ngang (đường Ngọc Huy)
- Cầu La Man, cầu Hoàng Mai, cầu Hói Bãi, dốc Cải Nương, cầu Đền Cờn
- Đây cũng là địa phương có tuyến Đường cao tốc Nghi Sơn – Diễn Châu đi qua.

### Giao thông đường sắt
Tuyến đường sắt quốc gia đi dọc theo trung tâm thị xã với ga Hoàng Mai.
Ga Mỏ Đá (Quỳnh Thiện)
- Cầu Tây (bắc qua sông Hoàng Mai nối liền 2 xã Quỳnh Vinh và xã Quỳnh Trang)
- Cầu Trịch (bắc qua khe Bàu Bàu nối liền giữa phường Mai Hùng, xã Quỳnh Trang với xã Quỳnh Tân, huyện Quỳnh Lưu).

### Giao thông đường Thủy
Thị xã có con sông Mai Giang (thuộc tuyến kênh Nhà Lê từ thời Lê Hoàn) bao bọc, chảy ra biển theo 2 cửa sông, hiện thị xã có một cảng cá ở phường Quỳnh Phương và đang xúc tiến đầu tư cảng nước sâu Đông Hồi.
Sông Nhà Lê chảy qua thị xã Hoàng Mai nối thông từ kinh đô Hoa Lư tới Đèo Ngang được xem là tuyến đường thủy đầu tiên ở Việt Nam.